# Recife Challenger 1993
Il Recife Challenger 1993 è stato un torneo di tennis facente parte della categoria ATP Challenger Series nell'ambito dell'ATP Challenger Series 1993. Il torneo si è giocato a Recife in Brasile dall'11 al  ottobre 1993 su campi in cemento.

## Vincitori

### Singolare
Mark Petchey ha battuto in finale  Fernando Meligeni con il punteggio di 6–2, 6–3

### Doppio
João Cunha e Silva /  Jack Waite hanno battuto in finale  Michael Geserer /  Simon Touzil con il punteggio di 6–3, 6–1